# Соловьи
Соловьи́ (лат. Luscinia) — род птиц из отряда воробьинообразных. В зависимости от подхода к классификации относится либо к семейству дроздовых (Turdidae), либо к семейству мухоловковых (Muscicapidae).
Наиболее известен обыкновенный соловей (Luscinia luscinia) — птица с длиной тела около 17 см, имеющая длинные ноги, большие темные глаза, буроватое оперение и рыжеватый хвост.
Распространён в Европе и Западной Азии (к Востоку до Енисея), к Югу до Северного Кавказа.
Перелётная птица, зимует в Африке. Обитает в сырых кустарниковых зарослях, в долинах рек. Гнёзда на земле или очень низко в кустах. В кладке 4—6 зеленоватых или голубоватых с пятнами яиц. Насиживает только самка 13 суток.
Питается пауками, насекомыми, червями, ягодами.
Пение звучное, с большим количеством колен. Южнее и западнее — от Испании до Западного Памира распространён южный, или западный соловей. Ранее к роду соловьёв относились также синий соловей, соловей-свистун, соловей-красношейка, черногрудая красношейка и др.

## Виды
В состав рода включают четыре вида:
- Luscinia luscinia (Linnaeus, 1758) — Обыкновенный соловей, или восточный соловей
- Luscinia megarhynchos C.L.Brehm, 1831 — Южный соловей, или западный соловей
- Luscinia svecica (Linnaeus, 1758) — Варакушка
- Luscinia phaenicuroides (Gray, JE & Gray, GR, 1847) — Ходсония

## Символизм образа
Соловей — распространённый символ у поэтов разных эпох, несущий специфическую коннотационную окраску. Гомер вводит этот образ в «Одиссее», в мифе о Филомеле и Прокне, где первая или последняя, в зависимости от версии мифа, превращаются в соловья. Этот же миф явился основой трагедии Софокла «Терей», которая до настоящего времени сохранилась лишь фрагментарно. Овидий в своих «Метаморфозах» также приводит наиболее популярную версию мифа, переписываемого и излагаемого в различных интерпретациях более поздними поэтами, такими как Кретьен де Труа, Джеффри Чосер, Джон Гауэр и Джордж Гаскойн. В «Бесплодной земле» Томаса Элиота также фигурирует соловьиная песня (как и миф о Филомеле и Прокне). Благодаря трагичности сюжета соловьиная песня долгое время ассоциировалась с плачем.
Соловей также символизировал личность поэта, либо плоды его творчества. Поэты избирали символом соловья, видя в его трелях исключительную творческую ценность наряду с кажущейся спонтанностью. «Птицы» Аристофана и стихи Каллимаха Киренского отождествляют птичьи трели с формами поэзии. Вергилий сравнивает скорбное пение Орфея с «соловьиным плачем». В раннем средневековье к образу соловья обращаются реже. В XVII в. Джон Мильтон и другие авторы возродили этот символ. В L’Allegro («Веселый») Мильтон упоминает Шекспира, что «дивит сладчайшей песней мир» (136-я строка) [В оригинале использован английский глагол to warble, обозначающий птичье пение (Прим. переводчика).], а Эндрю Марвелл в «Потерянном рае» впоследствии описывает «Потерянный рай» Мильтона в аналогичных тонах:
«Thou sing’st with so much gravity and ease,
And above human flight dost soar aloft,
With plume so strong, so equal, and so soft:
The bird named from that paradise you sing
So never flags, but always keeps on wing» (line 40)

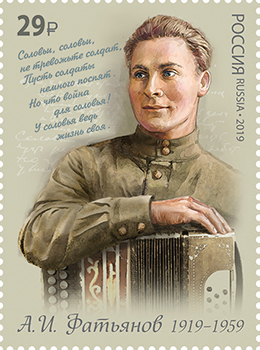
Почтовая марка России 2019 года с портретом А. И. Фатьянова и строками его военной песни «Соловьи»

Эра романтизма ещё несколько изменила значение символа: поэты видели соловья не просто певцом, но «мастером высшего искусства, способного вдохновить поэта-человека». У некоторых поэтов-романтистов соловей даже приобретал черты музы. Кольридж и Вордсворт видят в соловье пример поэтического творения природы: соловей становится голосом природы. Джон Китс в «Оде соловью» придаёт птице идеализированный образ поэта, творящего то, что мечтает создавать сам Китс. Изображая схожую концепцию соловьиного образа, Шелли писал в «Защите поэзии»:
«Поэт — это соловей, который поёт во тьме, услаждая своё одиночество дивными звуками; его слушатели подобны людям, завороженным мелодией незримого музыканта; они взволнованы и растроганы, сами не зная почему». Известна и обработка немецкой народной песни о соловье (поэты Брентано и фон Арним), которую Гёте назвал «простой» и «изящной».

## Фразеологизмы, пословицы и поговорки
- Курский соловей.
- Соловья баснями не кормят.
- Петь соловьём, заливаться соловьём.
- Перелётный соловей: то на сосну, то на ель — Народн. Неодобр. О непостоянном человеке.
- Разводить соловьёв — Разг. Устар. Ирон. Болтать, вести пустые разговоры.
- Соловьи в кармане свищут (у кого). — Народн. Шутл.-ирон. О бедном, неимущем человеке.
- Заливать соловья (кому). — Жарг. Пск. Говорить вздор, обманывать кого-л.
- Придавить соловья — Жарг. угол., арест. Выключить радиоприёмник[3].

## Голоса
|  |  |

## Факты
- В городе Курске действует музей соловья «Курский соловей»[4].
- В честь соловья (возможно, в связи с временным обозначением 1911 LS) назван астероид (713) Люсциния, открытый в 1911 году[5].
- Соловью посвящено множество музыкальных произведений, например, романс «Соловей», опера «Соловей», «Танго соловья», песня «Соловьи» и др.